# Schackhof

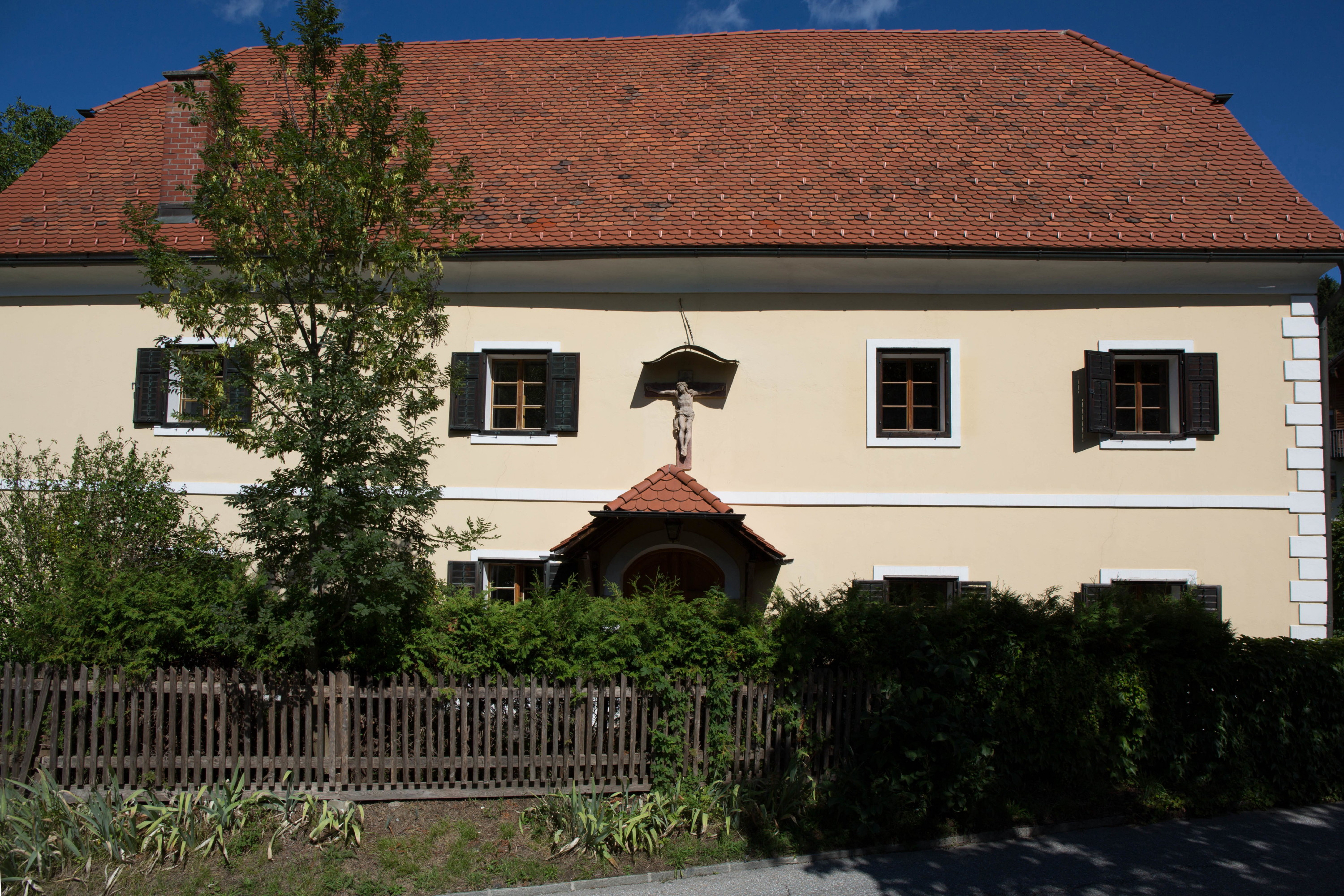
Der Schackhof im Jahr 2015

Der Schackhof ist ein ehemaliger Ansitz in Prenning, einem Ort in der Marktgemeinde Deutschfeistritz in der Steiermark. Seine Geschichte geht bis auf das Ende des 15. Jahrhunderts zurück. Heute befindet er sich in Privatbesitz und wird als Wohnhaus genutzt.

## Lage

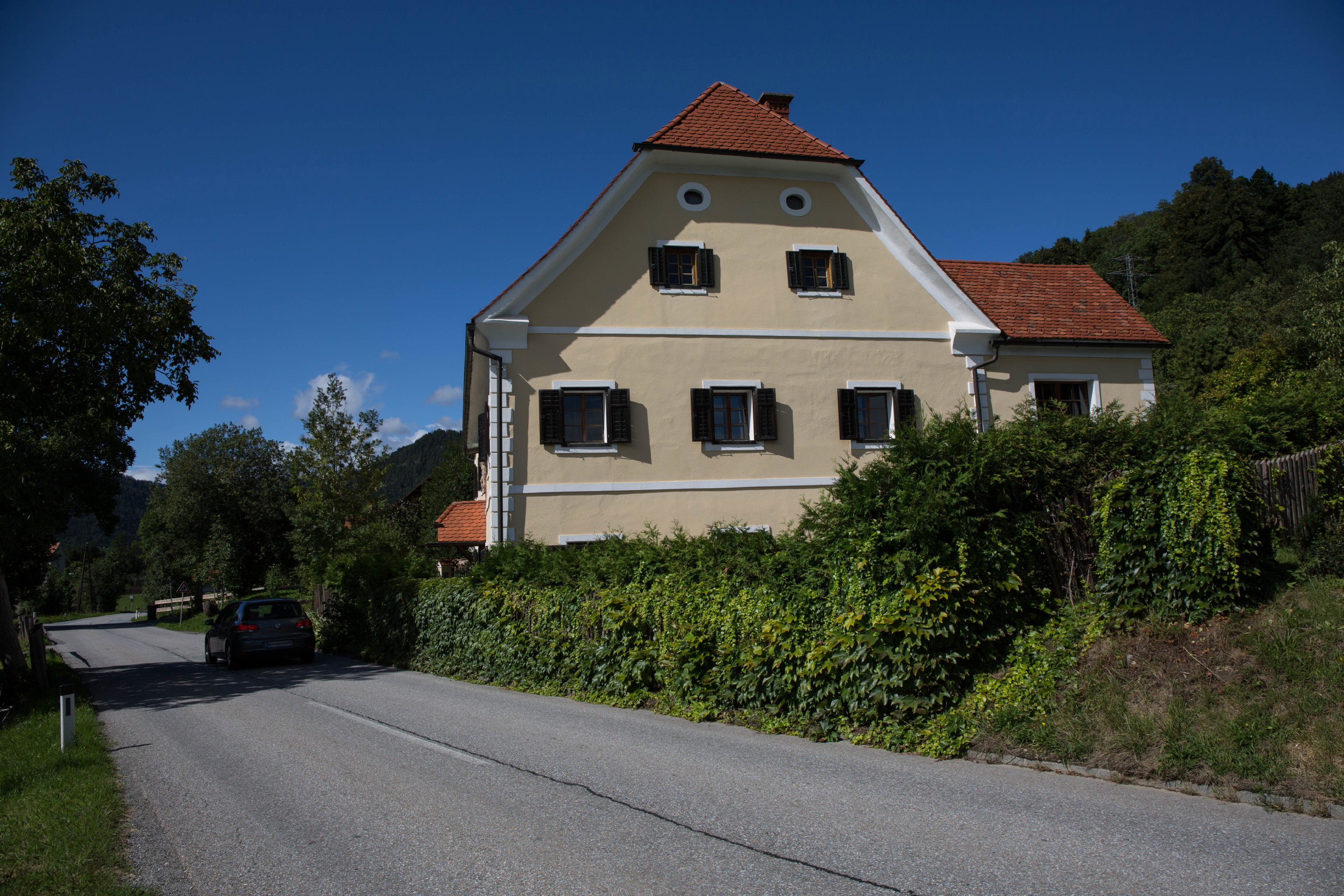
Blick von der Hauptstrasse auf den Schackhof

Der Schackhof befindet sich im Deutschfeistritzer Ortsteil Prenning, im Weingartleiten Weg 2. Unmittelbar vor dem Gebäude verläuft die Straße zwischen Deutschfeistritz und Übelbach.

## Geschichte
Der Schackhof wurde erstmals 1494 urkundlich erwähnt und war ursprünglich ein freier Edelmannsitz. Nach der Nutzung als Mauthaus kam es in den Besitz des Frohnleitner Bürgers Ivan Schack, dem der Schackhof seinen heutigen Namen verdankt. Schack nutzte das Anwesen als Weinhaus und ließ auch Weingärten anlegen. Die Reste der terrassenförmig ausgeführten Weingärten lassen sich noch im Gelände erkennen, das Presshaus ist nicht erhalten geblieben. Seit den 1980er-Jahren befindet sich der Schackhof im Besitz der Familie Hirnthaler, welche das als einsturzgefährdet geltende Gebäude renovierte und als Wohnhaus nutzt.

## Gestaltung
Beim Schackhof handelt es sich um ein zweigeschoßiges Bauwerk mit Schopfwalmgiebel. Die Sgraffitodekorationen an der Giebelwand entstanden in der Zeit um 1620. Von der Nutzung als Weinhaus ist ein großer Gewölbekeller erhalten geblieben, welcher als Wohnraum genutzt wird. Im Inneren des Gebäudes findet man weiters einen geschnitzten Holztram.